# Stretching

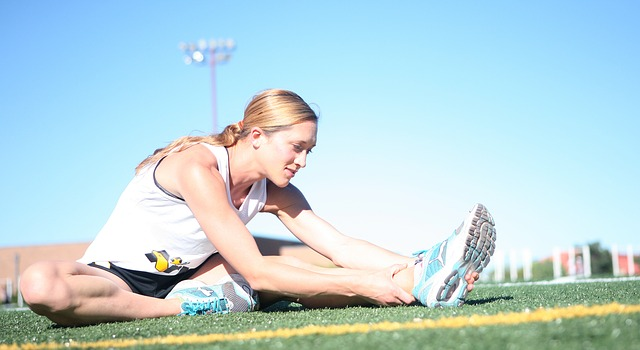
Ćwiczenia rozciągające

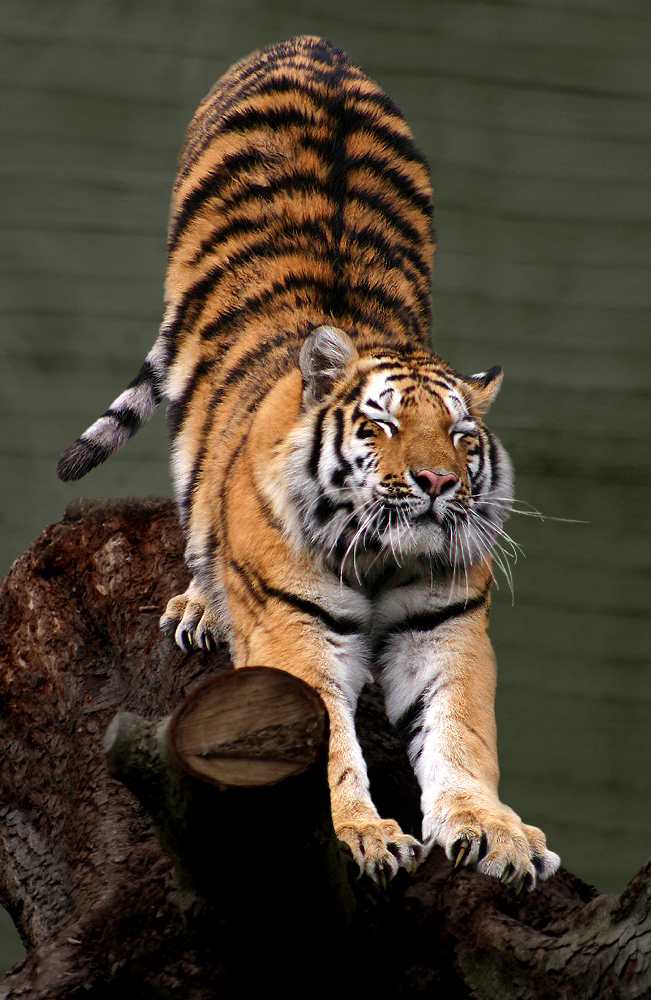
Tygrys rozciągający mięśnie kręgosłupa

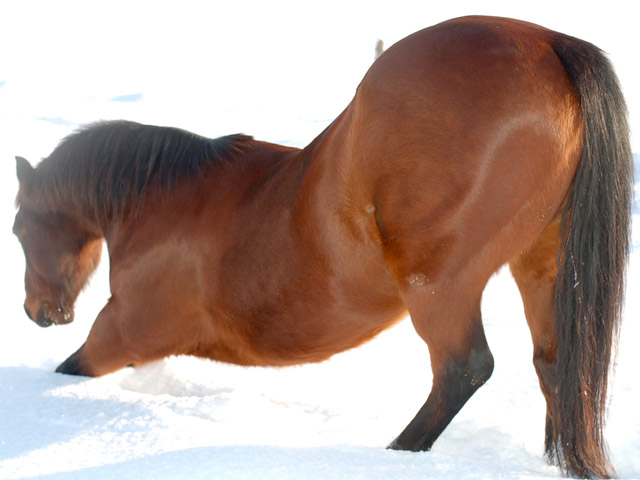
Rozciągający się koń

Stretching (ang. rozciąganie) – zestaw ćwiczeń fizycznych polegający na rozciąganiu mięśni w celu ich uelastycznienia, a także poprawieniu ukrwienia układu motorycznego i spowodowanie jego rozruszania. Jest naturalnym systemem ćwiczeń, który zaczerpnięty został m.in. z obserwacji zwierząt łownych wykonujących podobne "ćwiczenia" łączącym w sobie elementy gimnastyki i kulturystyki łącząc naprzemienne serie ćwiczeń dynamicznych i statycznych. Standardowy zestaw ćwiczeniowy trwa kilkanaście do kilkudziesięciu minut jednej sesji. Polega na kilkunastosekundowej, izometrycznej pracy (napinaniu) mięśnia oraz następnie powolnym rozluźnianiu go, a następnie rozciąganiu go przez następne kilkadziesiąt sekund. Podczas wykonywania ćwiczeń ważne jest często zachowanie koordynacji ruchowej, równomiernego oddechu i nieprzesadzanie z napinaniem mięśni (nie wolno przekraczać progu bólu). Stretching używany jest również jako powszechna, ale zaawansowana, forma rehabilitacji.
Do wykonywania ćwiczeń rozciągających przydatne jest miękkie podłoże, np. mata, rozmaite przyrządy (np. drabinki) oraz luźny strój.
Do głównych faz i zasad stretchingu zalicza się:
- napinanie poszczególnych mięśni przez 10–15 sek.
- rozluźnianie na 2–5 sek.
- rozciąganie przez ok. 10–30 sek.
- równomierne ćwiczenia oddechowe towarzyszące poprzednim (nie wstrzymywać oddechu)

Stretching można podzielić na kilka rodzajów:
- rotacja stawów – rotacyjny ruch stawów mający poprawić ich smarowanie
- rozciąganie statyczne – rozciąganie mięśni podczas spoczynku i ich rozluźnienia (np. dociskanie)
- rozciąganie dynamiczne – rozciąganie mięśni poprzez ruch (wymachy itp.)

## Rozgrzewka przed rozciąganiem
Pomimo iż stretching wykonywany jest również przez wielu sportowców sportów ekstremalnych w formie krótkiej, acz zaawansowanej rozgrzewki – sam jako ćwiczenia wymaga rozgrzewki, gdyż rozciąganie nierozgrzanych mięśni prowadzić może do kontuzji lub zapaleń, a w konsekwencji do zwyrodnień. Rozgrzewka może być lekka i składać się z prostych czynności – lekkiego biegu, przysiadów, podskoków itp. mających na celu rozgrzanie mięśni, dotlenienie i zwiększenie ciśnienia krwi – przygotowujących do faktycznej serii ćwiczeń rozciągających.